# Steps Ahead
 Der er for få eller ingen kildehenvisninger i denne artikel, hvilket er et problem. Du kan hjælpe ved at angive troværdige kilder til de påstande, som fremføres i artiklen.

Steps Ahead (oprindelig Steps) er en amerikansk jazzfusionsgruppe ledet af Mike Mainieri på vibrafon.
Steps Ahead startede i 1979 med navnet Steps, og bestod da af Mainieri selv, Michael Brecker, Steve Gadd, Eddie Gomez og Don Grolnick. Denne konstellation eksisterede til 1983, og lavede to plader Step by Step og live pladen Smokin in the Pit, som blev indspillet i Japan.
I 1982 blev Gadd erstattet af Peter Erskine, og gruppen indspillede det sidste album under navnet Steps nemlig den anden live-lp, Paradox. Derefter skiftede de navn til Steps Ahead, grundet at navnet allerede var i brug af et band fra North Carolina.
Steps Ahead blev så grundlagt i 1983, og Grolnick blev erstattet af Warren Bernhardt, siden Eliane Elias, og gruppen indspillede debut lp´en Steps Ahead i USA.
Senere udskiftninger i besætningen kom gennem 1980'erne og til gruppens foreløbige opløsning, såsom Steve Smith, Bob Berg, Dennis Chambers, Victor Bailey, Tony Levin, Chuck Loeb, Rachel Z, Darryl Jones, Rodney Holmes, Bendix, Jeff Andrews, Mike Stern, Richard Bona
Donny McCaslin, Anthony Jackson, Bryan Baker, Etienne Mbappe og saxofonisten Bill Evans. 
Mainieri var leder, og den eneste genganger gennem hele gruppens levetid. Gruppen har sidst været sammen i 2007, siden blev den opløst.

## Diskografi

### Som Steps
- Step By Step
- Smokin´in the Pit – live
- Paradox – live

### Som Steps Ahead
- Steps Ahead
- Modern Times
- Magnetic
- Live In Tokyo
- N.Y.C.
- Ying-Yang
- Vibe
- Holding Together – live
- Steppin´Out - (med WDR Bigband)

### Live DVDer
- Live In Copenhagen
- Live In Tokyo